# Kitty Prins
Kitty Prins (Groningen, 26 maart 1930 - Wuustwezel, 18 oktober 2000) was een Nederlandse countryzangeres. Mijn Moeders Huis raakt in 1958 in de hitlijsten en was haar grootste succes. Soms gebruikte ze het pseudoniem Texas Kitty.

## Biografie
Prins was actief als countryzangeres in de jaren 1950 en verhuisde in 1956 naar Vlaanderen. Vanaf de jaren 1960 presenteerde Prins gedurende 23 jaar bij BRT 2 omroep West-Vlaanderen het country- en westernprogramma De Country Music Club. Het programma, dat werd beschouw als het populairste in Europa in de jaren 1970, werd in 1981 uit de ether gehaald. Daarna werd ze actief bij Radio Gemini.
In 1965 deed ze ook mee met Confetti.
Prins genoot internationale bekendheid als radiomaakster en ontving er meerdere prijzen voor. Ook als artiest genoot ze bekendheid buiten België en Nederland. Ze speelde onder andere in in Nashville (Grand Ole Opry) en was andere andere bevriend met Jim Reeves.
Prins overleed aan de gevolgen van kanker.

## Discografie[7]
- Alpenjagersbal / Blonde Sepp’l (1955), singel met Olga Lowina
- In De Ezeltrein (Hey-Ho!) (ca. 1956), single met Jan Corduwener (1911-1963)[8]
- Nu gaan we 'ne gang ! (), EP met Will Ferdy (1927) en Henk De Bruin (1918-1996)
- Quick-Rock / I Love You (1963), single
- Walkin' Holy Buck (1972), single
- Pioneer Break Down / America (1976) single met Eddy Martin
- The World Blue Chain / No Dogs Allowed (1978), single
- Louise From Louisiana / Waltz Of The Lowlands (1979), single A-zijde Brian Hunt
- Carmel Beach (1979), single
- Kick 10 / Country Trail (1979), single
- Laat Me Nog Even Blijven (1980), singel
- Big Wheels (1985), singel
- Carmel Beach (1986), singel
- I Like To Play Chopin / Louise From Louisiana (1988), singel

## Eerbetoon
- Best radio promotion (CMA)[9]
- Special Award (CMA Top Station)[10]